# Trzenie
Trzenie (Cossoninae) – podrodzina chrząszczy z podrzędu wielożernych i rodziny ryjkowcowatych. Obejmuje około 1,7 tys. opisanych gatunków. Rozprzestrzeniona jest kosmopolitycznie. Trzenie żerują na żywych, obumierających lub martwych roślinach, zarówno zielnych, jak i drzewiastych. Larwy drążą w materiale chodniki i w nich się przepoczwarczają.

## Morfologia

### Owad dorosły

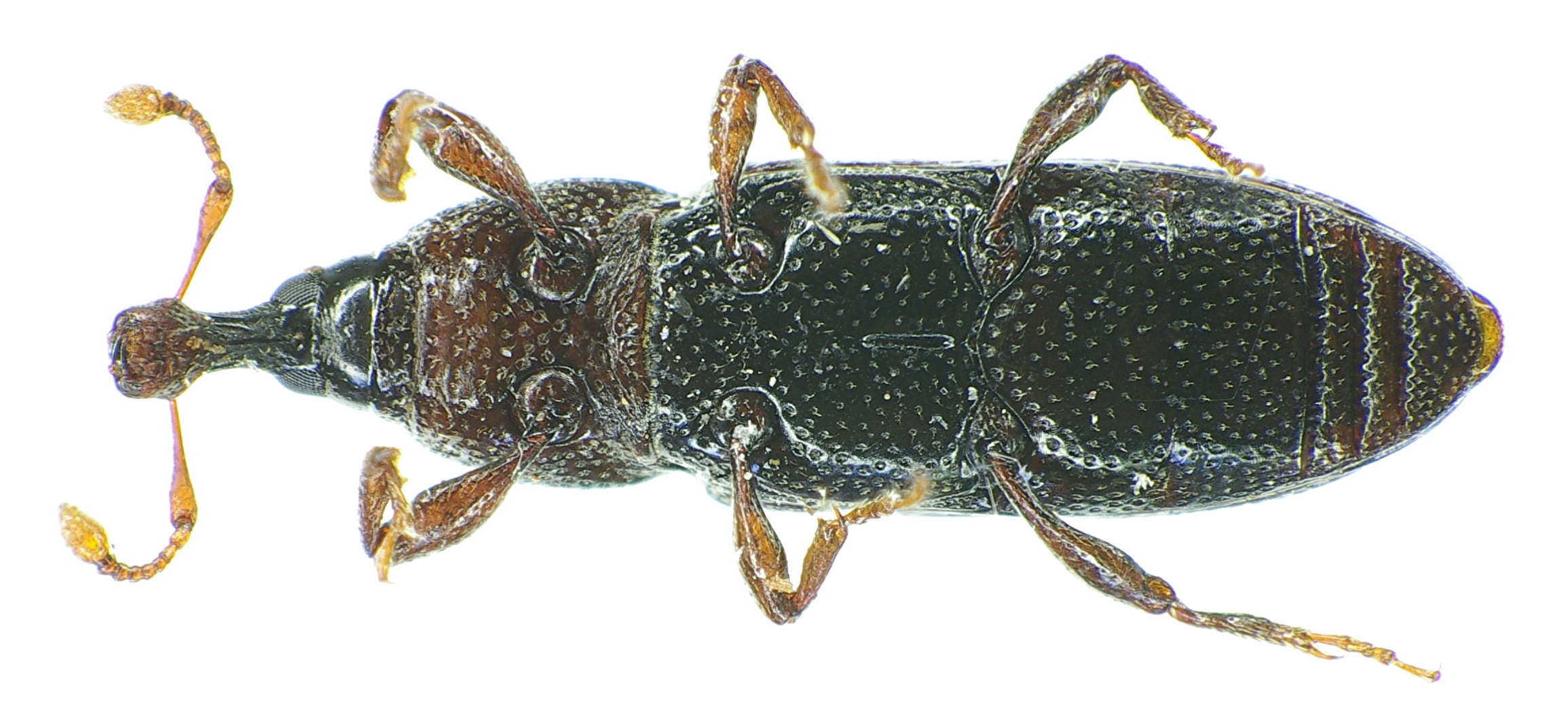
Trzeń krótkoryjkowy, widok od spodu

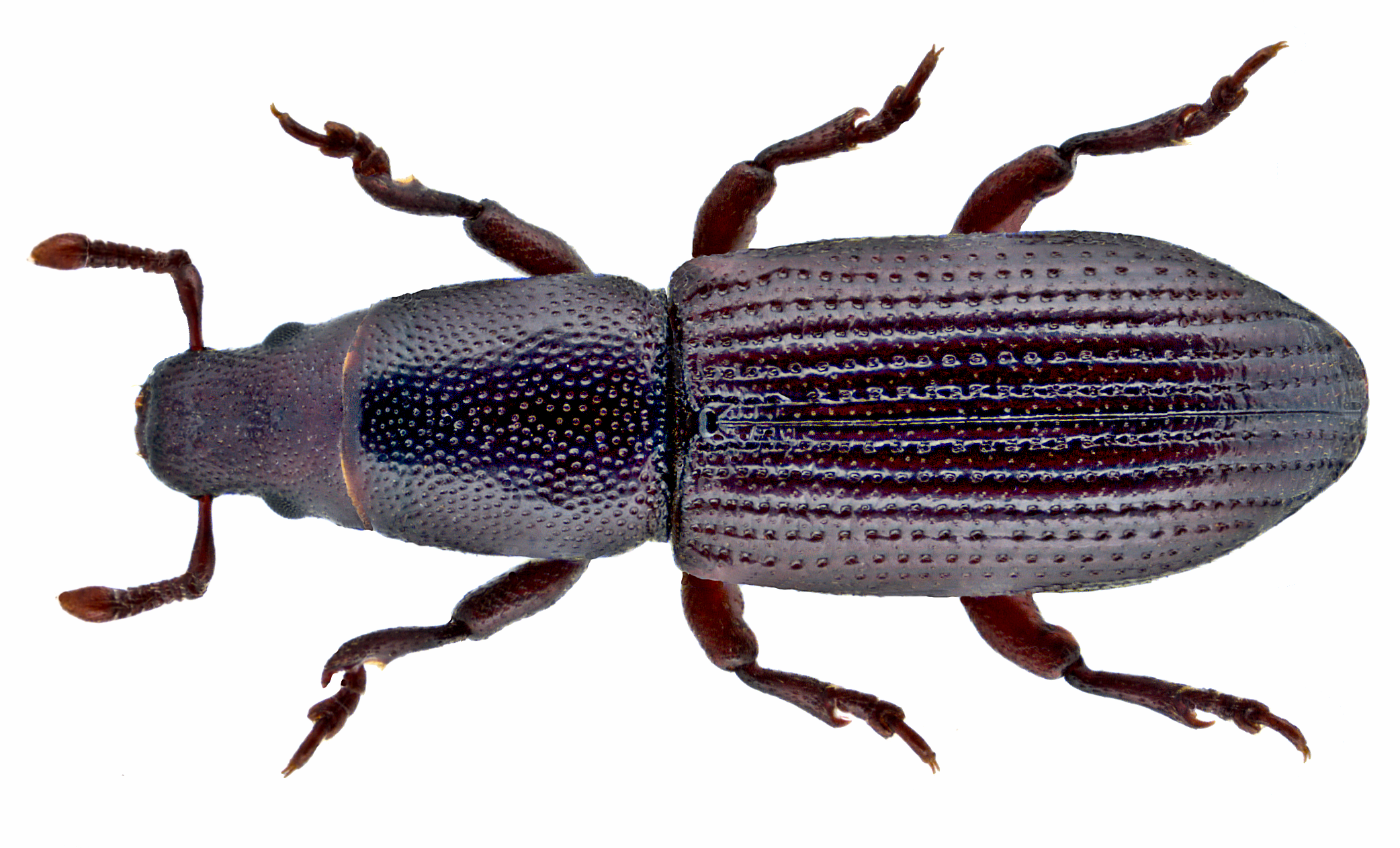
Krócień Rhyncolus ater

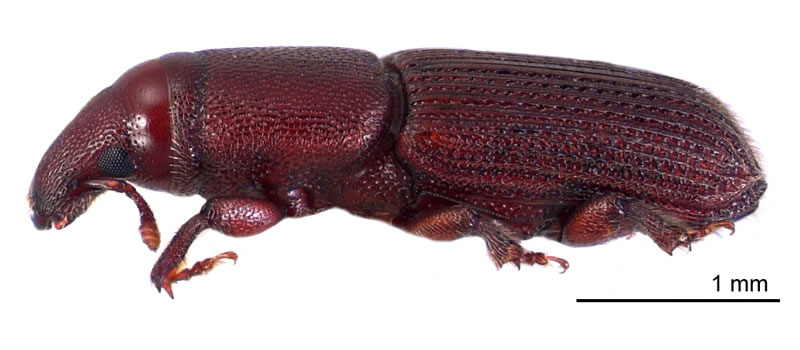
Xenocnema spinipes

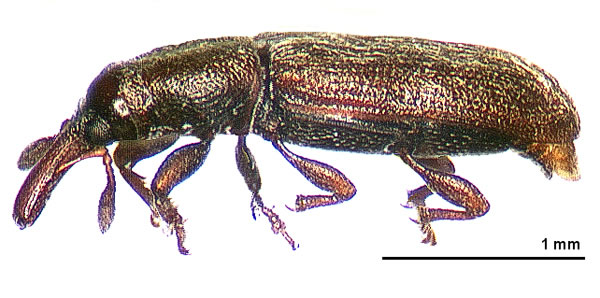
Agastegnus aeneopiceus

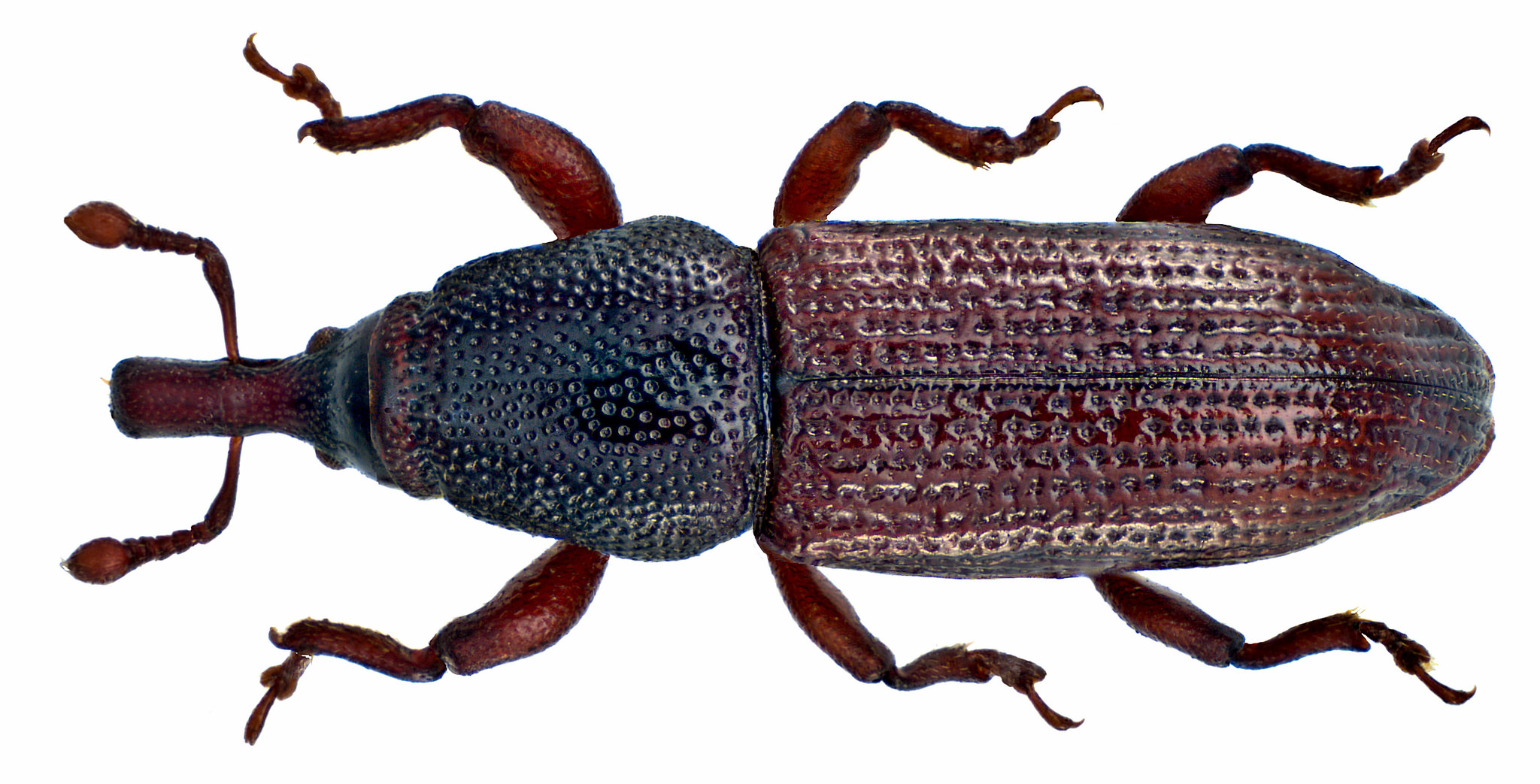
Pentarthrum huttoni

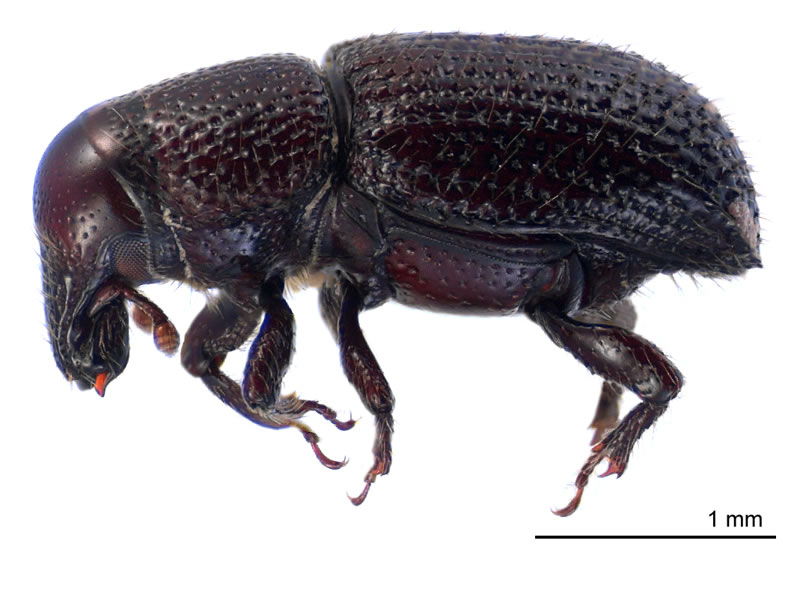
Inosomus rufopiceus

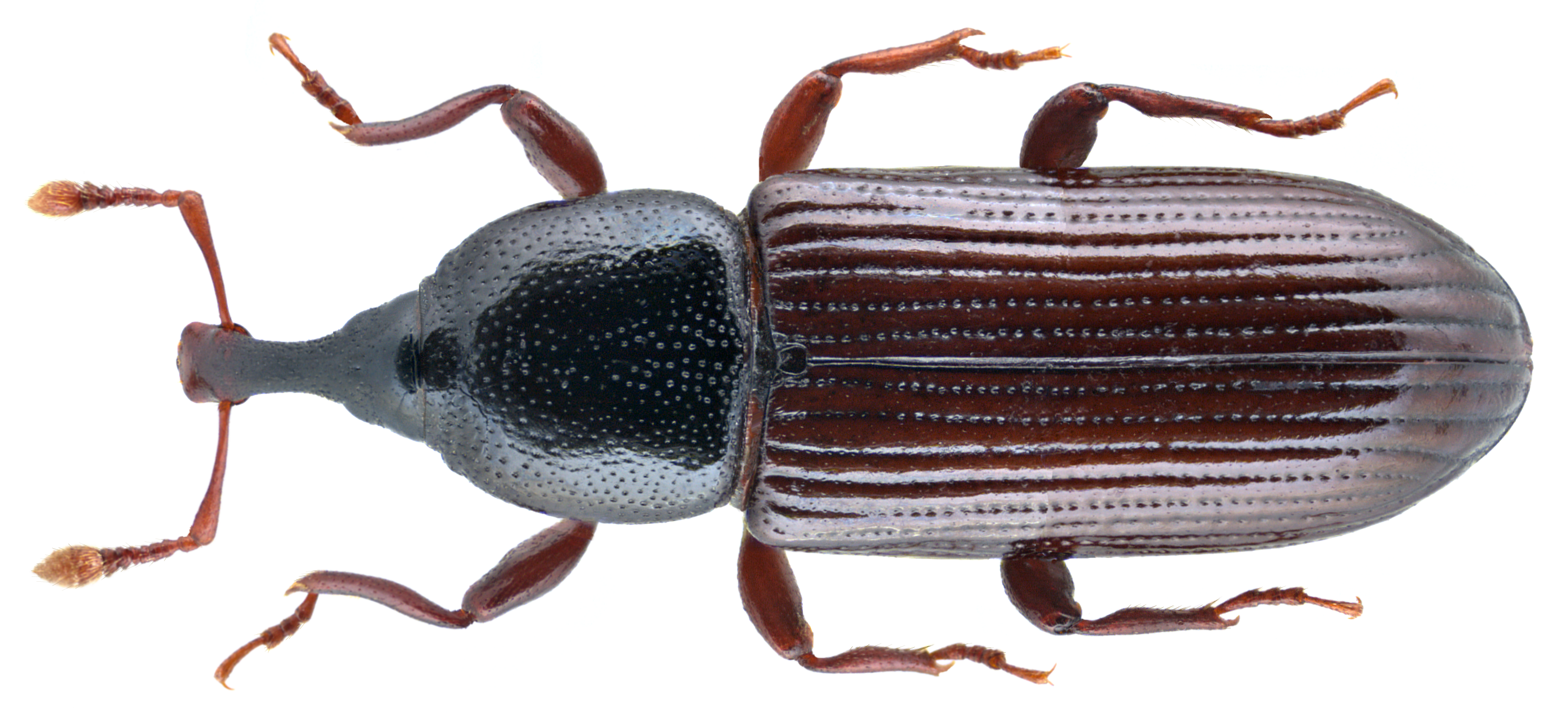
Trzeń długoryjkowy

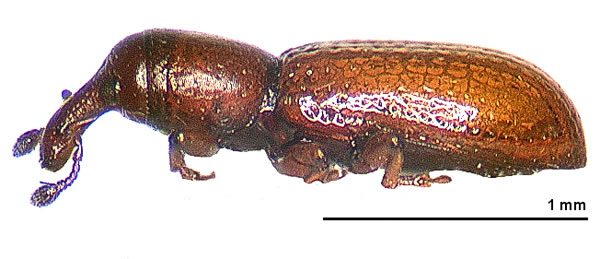
Microtribus brouni

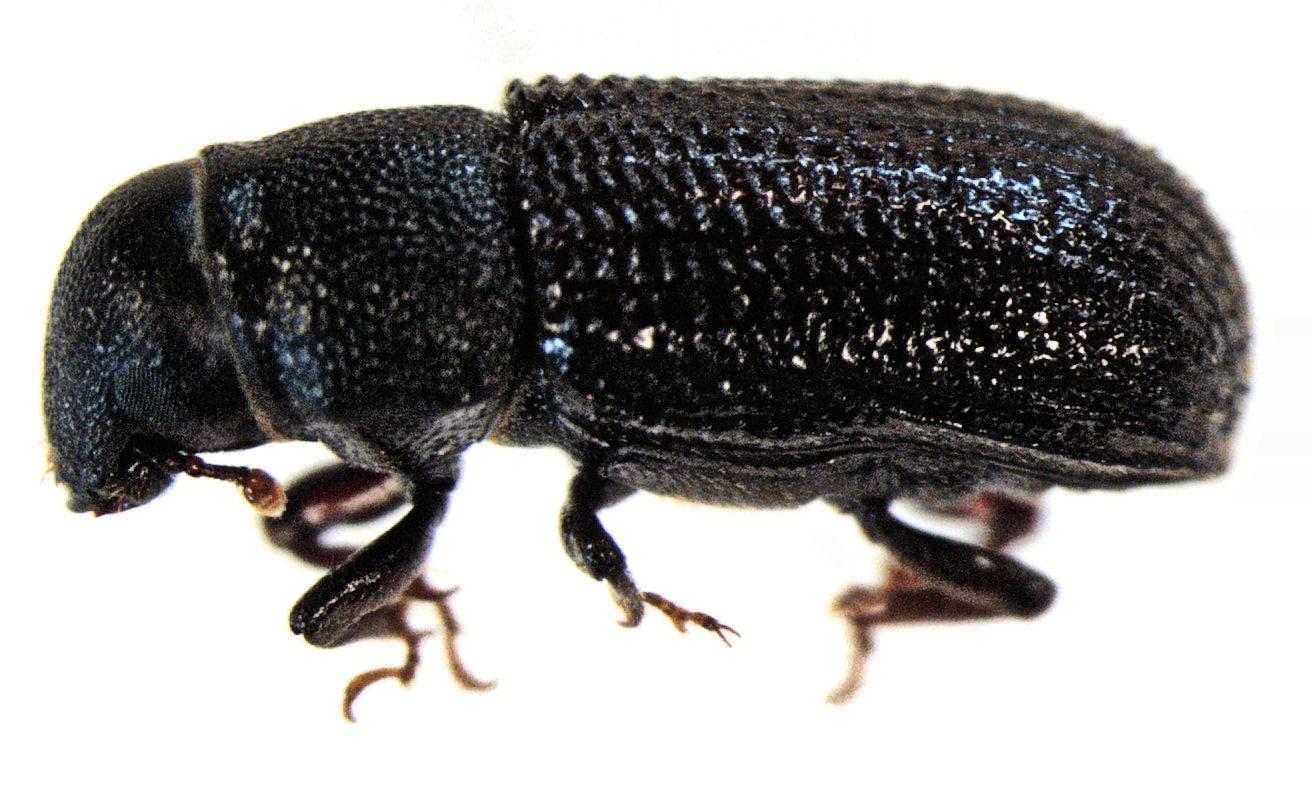
Stenoscelis hylastoides

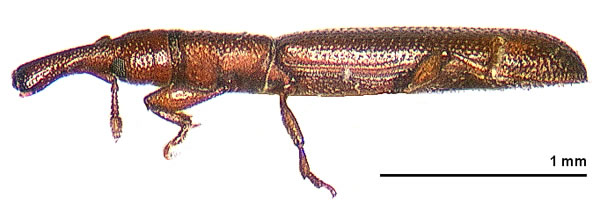
Stenotrupis debilis

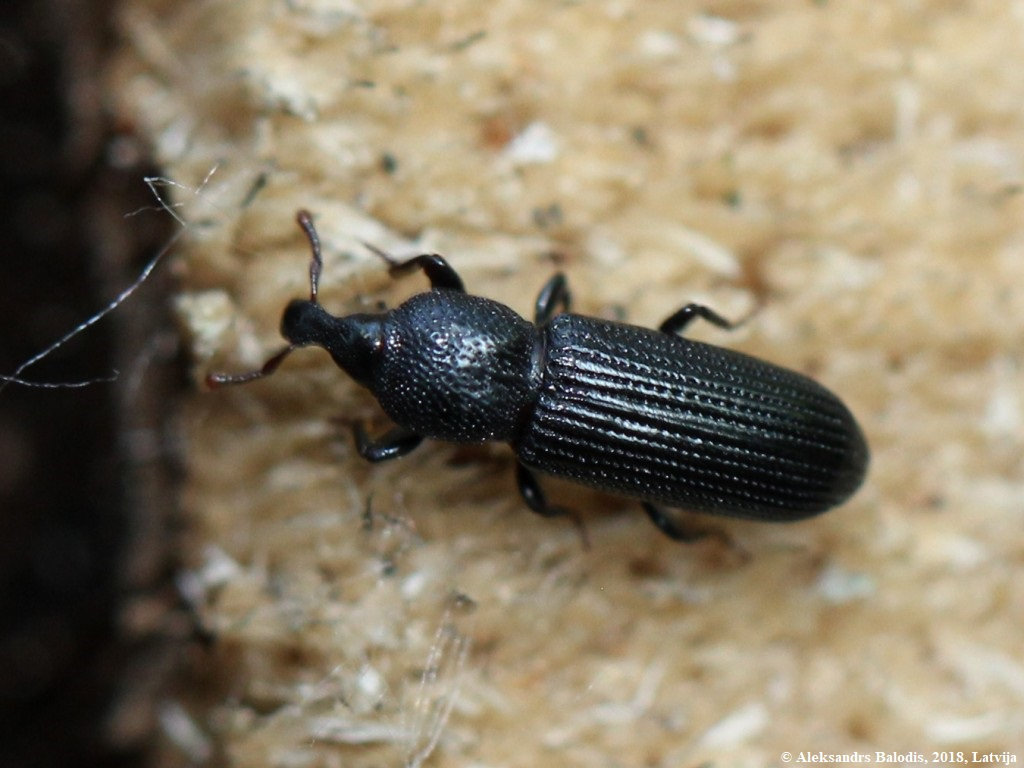
Trzeń ciemny

Chrząszcze o ciele spłaszczonym do silnie wypukłego, w zarysie szerokoowalnym do wąskowydłużonego. Długość ich ciała wynosi od 1,5 do 12,5 mm (u gatunków środkowoeuropejskich od 2 do 6 mm) i jest od 1,5 do 6,6 raza większa niż jego szerokość. Oskórek może być nagi lub porośnięty łuskami o włosowatej formie, przy czym bywają one niemal niewidoczne. Ubarwienie jest brązowawe, brunatne lub czarne. Urzeźbienie zwykle ogranicza się do różnych rozmiarów punktów.
Głowę charakteryzuje czoło stopniowo opadające, a potylica w widoku grzbietowym jest ścięta. Okrągłe, całobrzegie, co najwyżej nieco wypukłe oczy złożone budują drobne omatidia, między którymi brak jest włosków. U niektórych gatunków oczy są wtórnie zredukowane lub całkiem zanikłe. Czułki osadzone są między oczami a nasadami żuwaczek. Są one kolankowato zgięte, zwieńczone stożkowatymi lub spłaszczonymi buławkami, a ich funikulus zbudowany jest z członów w liczbie od pięciu do siedmiu i jest krótszy od trzonka. Ryjek może być od wydłużonego po silnie zredukowany. Zazwyczaj żuwaczki są krótkie, szerokie, spiczasto zakończone i zaopatrzone w 2–3 zęby na krawędziach dośrodkowych. Osadzone są one w głębokich panewkach, wyposażonych w dobrze rozwinięte kolce podgębiowe. Żuwki wewnętrzne zrośnięte są z zewnętrznymi i zaopatrzone w palisady gęstych szczecinek lub kolców na brzegach wewnętrznych. Wąska warga dolna jest niepodzielona. Głaszczki obu par są trójczłonowe i wrzecionowate. Gula jest M-kształtnie zgięta, a szwy gularne są połączone.
Przedplecze jest najszersze pośrodku lub z tyłu, a stosunek jego długości do szerokości mieści się między 0,9 a 1,7. Boki przedplecza bywają proste lub zakrzywione, tylna krawędź prosta do lekko dwufalistej, a powierzchnia jest gęsto punktowana i czasem zaopatrzona w podłużne wgłębienie pośrodkowe. Tarczka zwykle jest drobna i ma powierzchnię płaską lub wysklepioną. Czasem tarczki nie widać wcale. Stosunek długości do szerokości pokryw wynosi od 0,9 do 2,9. Punktowanie na ich powierzchni układa się w dziesięć rzędów (rowków), ale bywa spłycone i zaburzone. Epipleury są niekompletne albo nie ma ich wcale. Tylne skrzydła są około trzykrotnie dłuższe niż szerokie. Ich użyłkowanie cechuje się brakiem żyłek w polu analnym, redukcją żyłek radialnych pierwszej i drugiej oraz dobrze zaznaczonymi pierwszą żyłką kostalną oraz pierwszą, a czasem też drugą żyłką medialną. Pełny lub przerwany wyrostek przedpiersia nie zachodzi na śródpiersie (mezowentryt), które zazwyczaj jest płaskie. Część krętarzyka widoczna jest od zewnątrz jako wąski pasek. Biodra dwóch początkowych par odnóży są okrągłe. Zapiersie (metawentryt) bywa płaskie do lekko wypukłego, a biodra tylnych odnóży są w różnym stopniu poprzeczne i niemal sięgają krawędzi pokryw. Odnóża mają uda zwykle pozbawione kolców na spodzie oraz pięcioczłonowe stopy z członem pierwszym krótszym niż dwa następne wzięte razem, a członem czwartym ukrytym pod dwupłatowym członem trzecim. Golenie przedniej pary mają zaokrągloną, rzadko piłkowaną krawędź zewnętrzną, zwykle przedłużony w zakrzywiony dośrodkowo kolec kąt zewnętrzno-dosiebny oraz zazwyczaj grzebyk na stronie spodniej, służący do wyczesywania. Golenie pozostałych par są zwykle płaskie, zaopatrzone w wyrostek (mucro) po stronie wewnętrznej oraz kolec (uncus) po zewnętrznej.
Na spodzie odwłoka widocznych jest pięć sternitów (wentrytów) pozbawionych kolców i wyrostków poza szeroko wyokrąglonym wyrostkiem międzybiodrowym. Dwa pierwsze wentryty zlane są ze sobą. Ósmy tergit u samców często jest odsłonięty, zaś u samic zawsze ukryty. Pygidium nie występuje. Dziewiąty sternit samca formuje asymetryczne spiculum gastrale, niekiedy zaopatrzone w widełki. Samiec ma edeagus o przejrzystym endofallusie i mniej więcej tak długich jak rurkowata część prącia apodemach. Tegmen ma zazwyczaj postać wąsko zesklerotyzowanego pierścienia wyposażonego w różnie długie manubrium. Genitalia samicy odznaczają się znacznie krótszą od swojego kanalika spermateką o spiczasto zaokrąglonym szczycie.

### Larwa
Larwy mają walcowate, miękkie, beznogie ciało o jasnej, często białej barwie, porośnięte rozproszonymi szczecinkami. Głowa jest ruchoma, hipognatyczna, pozbawiona apodem potylicznych i kłykci zapotylicznych. Jednoczłonowe czułki zwykle mają stożkowaty kształt. Warga górna jest kwadratowa do lekko trójkątnawej, mniej więcej tak długa jak nadustek. Tormy są ustawione równolegle lub nieco ku przodowi rozbieżnie. Krawędzie tnące żuwaczek są uzębione. Podgębie zaopatrzone jest w brakon, a nadgębie ma od jednej do pięciu par szczecinek środkowych. Szczęki mają żuwkę zewnętrzną zrośniętą z wewnętrzną, natomiast kotwiczkę wolną od pieńka. Głaszczki obu par są dwuczłonowe. Przedtułów dysponuje pojedynczą przetchlinką, większą od tych na odwłoku. Odwłok buduje dziesięć segmentów, jednak ostatni się chowa, zwykle wciągnięty w obszar analny. Przetchlinki odwłokowe obecne są na segmentach od pierwszego do ósmego.

## Ekologia i występowanie
Owady te są fitofagiczne lub saprofitofagiczne. Larwy rozwijają się w roślinach zielnych i drzewiastych, tak żywych, jak i znajdujących się w różnym stopniu rozkładu, a nawet w gnijących warzywach. Zasiedlany materiał może być zarówno silnie zawilgocony, jak i skrajnie przesuszony. Atakowane mogą być różne organy: łodygi, liście, nasiona i owoce. Preferencje ekologiczne poszczególnych gatunków bywają od bardzo zawężonych (stenobionty) po skrajnie szerokie (eurybionty). Kopulacja odbywa się zwykle na roślinie, a jaja składane są w szczelinach lub otworach jej epidermy. Niektóre gatunki wygryzają jednak w roślinie żywicielskiej chodniki ze specjalnymi komorami na jaja. Gatunki te odbywają kopulację wewnątrz chodników, a samiec pozostaje z samicą, wspólnie chroniąc jaja. W przypadku Protoplatypus velutus występuje poligynia. Przepoczwarczenie następuje w poszerzonych częściach chodników larwalnych.
Trzenie są podrodziną kosmopolityczną, rozprzestrzenioną na wszystkich kontynentach oprócz Antarktydy. Wiele plemion i rodzajów ma zasięg niemal kosmopolityczny, ale większość jest bardziej ograniczona geograficznie, co dotyczy zwłaszcza taksonów półkuli południowej, np. 17 rodzajów jest endemitami niewielkiej Wyspy Świętej Heleny. Krainę palearktyczną zasiedla ponad 85 gatunków. W Polsce stwierdzono występowanie 19 gatunków z 11 rodzajów (zobacz: trzenie Polski).

## Taksonomia
Takson ten wprowadzony został w 1825 roku przez Carla Johana Schönherra. Pozycja trzeni na drzewie filogenetycznym ryjkowców nie jest jasna. Jako ich najbliższych krewnych wskazuje się często kornikowate, wyrynnikowate, Dryophthorinae lub Molytinae. W zapisie kopalnym trzenie znane są od paleocenu.
Podrodzina ta obejmuje około 1700 opisanych gatunków, zgrupowanych w 275 rodzajach i 19 plemionach:
- Acamptini LeConte, 1876
- Acanthinomerini Voss, 1972
- Allomorphini Folwaczny, 1973
- Aphyllurini Voss, 1955
- Araucariini Kuschel, 1966
- Choerorhinini Folwaczny, 1973
- Cossonini Schönherr, 1825
- Cryptommatini Voss, 1972
- Dryotribini LeConte, 1876
- Microxylobiini Voss, 1972
- Nesiobiini Alonso-Zarazaga et Lyal, 1999
- Neumatorini Folwaczny, 1973
- Onychiini Chapuis, 1869
- Onycholipini Wollaston, 1873
- Pentarthrini Lacordaire, 1865
- Proecini Voss, 1956
- Pseudapotrepini Champion, 1909
- Rhyncolini Gistel, 1848
- Tapiromimini Voss, 1972

Ponadto BioLib.cz wymienia następujące rodzaje jako nieprzyporządkowane do plemienia:

- Agrilochilus Broun, 1880
- Catolethrobius Voss, 1939
- Conlonia Lea, 1908
- Coptocorynus Marshall, 1948
- Cossonideus Wollaston, 1873
- Deinocossonus Perkins, 1900
- Eiratus Pascoe, 1877
- Entium Sharp, 1878
- Exomesites Broun, 1886
- Halorhynchus Wollaston, 1873
- Heteramphus Sharp, 1885
- Hoplocossonus Lea, 1911
- Macrorhyncolus Wollaston, 1873
- Mastersinella Lea, 1896
- Morronella Alonso-Zarazaga & Lyal, 1999
- Pentamimus Wollaston, 1873
- Pentarthrocis Lea, 1922
- Rhyncolosoma Champion, 1914
- Seenomma Alonso-Zarazaga & Lyal, 1999
- Sericotrogus Wollaston, 1873
- Stereoderus Wollaston, 1873
- Stereomimetes Wollaston, 1873
- Stilbocara Broun, 1893
- Toura Broun, 1909
- Unas Broun, 1909
- Xenocnema Wollaston, 1873